# Мусолт-Аул
Мусолт-Аул (рос. Мусолт-Аул) — село у Шатойському районі Чечні Російської Федерації.
Населення становить 220 осіб. Входить до складу муніципального утворення Асланбек-Шериповське сільське поселення.

## Історія
Згідно із законом від 20 лютого 2009 року органом місцевого самоврядування є Асланбек-Шериповське сільське поселення.

## Населення
| 1990 | 2002 | 2010 |
| ---- | ---- | ---- |
| 140  | ↗295 | ↘220 |